# فرودگاه کانگ‌دونگ
فرودگاه کانگ‌دونگ (به انگلیسی: Kangdong Airport) یک فرودگاه نظامی است . این فرودگاه در شهر کانگ‌دونگ کشور کره شمالی قرار دارد و در ارتفاع ۲۳ متری از سطح دریا واقع شده است.